# Franciszek Sarnek
Franciszek Sarnek (ur. 1 kwietnia 1888 w Dzikowie, zm. 1962) – major uzbrojenia Wojska Polskiego, inżynier.

## Życiorys
Urodził się 1 kwietnia 1888 w Dzikowie, w ówczesnym powiecie tarnobrzeskim Królestwa Galicji i Lodomerii, w rodzinie Wincentego, bażantarnika . Był starszym bratem Stanisława (ur. 10 maja 1890), kapitana piechoty rezerwy Wojska Polskiego, który był szkolnym kolegą Michała Żymierskiego vel Łyżwińskiego z Gimnazjum św. Anny w Krakowie (1902–1910).
Franciszek był absolwentem Uniwersytetu Jagiellońskiego , a w latach 1910–1911 jednym z przywódców strajku na uczelni. W 1914 ukończył studia inżynierskie w Instytucie Chemicznym na Uniwersytecie w Nancy.
W czasie I wojny światowej walczył w szeregach cesarskiej i królewskiej Armii. Jego oddziałem macierzystym c. i k. Pułk Artylerii Fortecznej Nr 2. Na stopień porucznika rezerwy został mianowany ze starszeństwem z 1 lipca 1915 w korpusie oficerów artylerii fortecznej, a na stopień nadporucznika rezerwy awansował ze starszeństwem z 1 sierpnia 1917.
W czasie wojny z bolszewikami walczył w szeregach 1 Dywizji Litewsko-Białoruskiej. Od 10 lipca 1920 jako dowódca II dywizjonu 1 pułku artylerii polowej Litewsko-Białoruskiej był przydzielony do Grupy generała Aleksandra Boruszczaka. Od wiosny 1921 był wykładowcą w Szkole Broni Chemicznej w Warszawie. Od 1 czerwca 1921 jego oddziałem macierzystym był 6 dywizjon artylerii ciężkiej. 3 maja 1922 został zweryfikowany w stopniu majora ze starszeństwem od 1 czerwca 1919 i 151. lokatą w korpusie oficerów artylerii, a jego oddziałem macierzystym był wówczas 5 pułk artylerii ciężkiej w Krakowie. W 1923 został przydzielony do Oddziału II Sztabu Generalnego. 1 maja tego roku objął kierownictwo Referatu Technicznego, w którym aktywnie prowadzono badania i sporządzano opracowania związane głównie z wojną chemiczną. Służbę w Oddziale II SG zakończył 31 października 1924 i udał się na urlop bezpłatny. W czasie urlopu pełnił funkcję dyrektora firmy „Protekta”, zamieszaną niedługo potem w aferę masek przeciwgazowych, związaną z nazwiskiem gen. Michała Żymierskiego. Formalnie pozostawał oficerem przydzielonym do Oddziału II SG do 6 czerwca 1925, kiedy to ogłoszono jego przydział do Okręgowego Zakładu Uzbrojenia Nr 1 jako nadliczbowego. W międzyczasie został przeniesiony z korpusu oficerów artylerii do korpusu oficerów uzbrojenia. Później został przeniesiony do rezerwy. Po zakończeniu służby wojskowej został szefem francuskiej firmy handlowej „Degueschau” („Tehaszo”) w Warszawie. W lipcu 1927 w procesie przeciwko generałowi Żymierskiemu złożył zeznania jako świadek.
W 1926 wspólnie z majorem Zygmuntem Wojnicz-Sianożęckim opublikował książkę „Wojna chemiczna i obrona kraju”, do której przedmowę napisał Ignacy Mościcki.
Był żonaty z Leokadią z Bednarskich (ur. 29 stycznia 1901 w Warszawie). W 1931 przeprowadził się z żoną z Warszawy do Poznania i 30 maja został zameldowany przy ul. Mickiewicza 21/25 m. 7. W 1934, jako oficer rezerwy pozostawał w ewidencji Powiatowej Komendy Uzupełnień Poznań Miasto. Posiadał przydział w rezerwie do Kadry 1 Oddziału Służby Uzbrojenia.

## Ordery i odznaczenia
- Krzyż Walecznych[23][24]
- Brązowy Medal Zasługi Wojskowej z mieczami na wstążce Krzyża Zasługi Wojskowej[25]
- Krzyż Wojskowy Karola[25]